# Aprasia picturata
Aprasia picturata — вид геконоподібних ящірок родини лусконогових (Pygopodidae). Ендемік Австралії. 

## Поширення і екологія
Aprasia picturata відомі з невеликого району в Західній Австралії, розташованого в околицях Леонори і Вілуни. Вони живуть в сухих чагарникових рідколіссях і чагарниках, серед скель.